# Kiviks musteri
Kiviks Musteri AB är ett svenskt familjeägt musteri på Österlen, Skåne, som drivs av fjärde generationen Åkesson. De förädlar frukt bland annat till äppelmust, juicer, cider, krämer och soppor. Dessa varor kan man köpa i deras Musteributik.
De har även ett kunskapshus som heter Äpplets Hus. Där kan man lära sig om äpplets historia och forskning om olika frukter.

## Bildgalleri

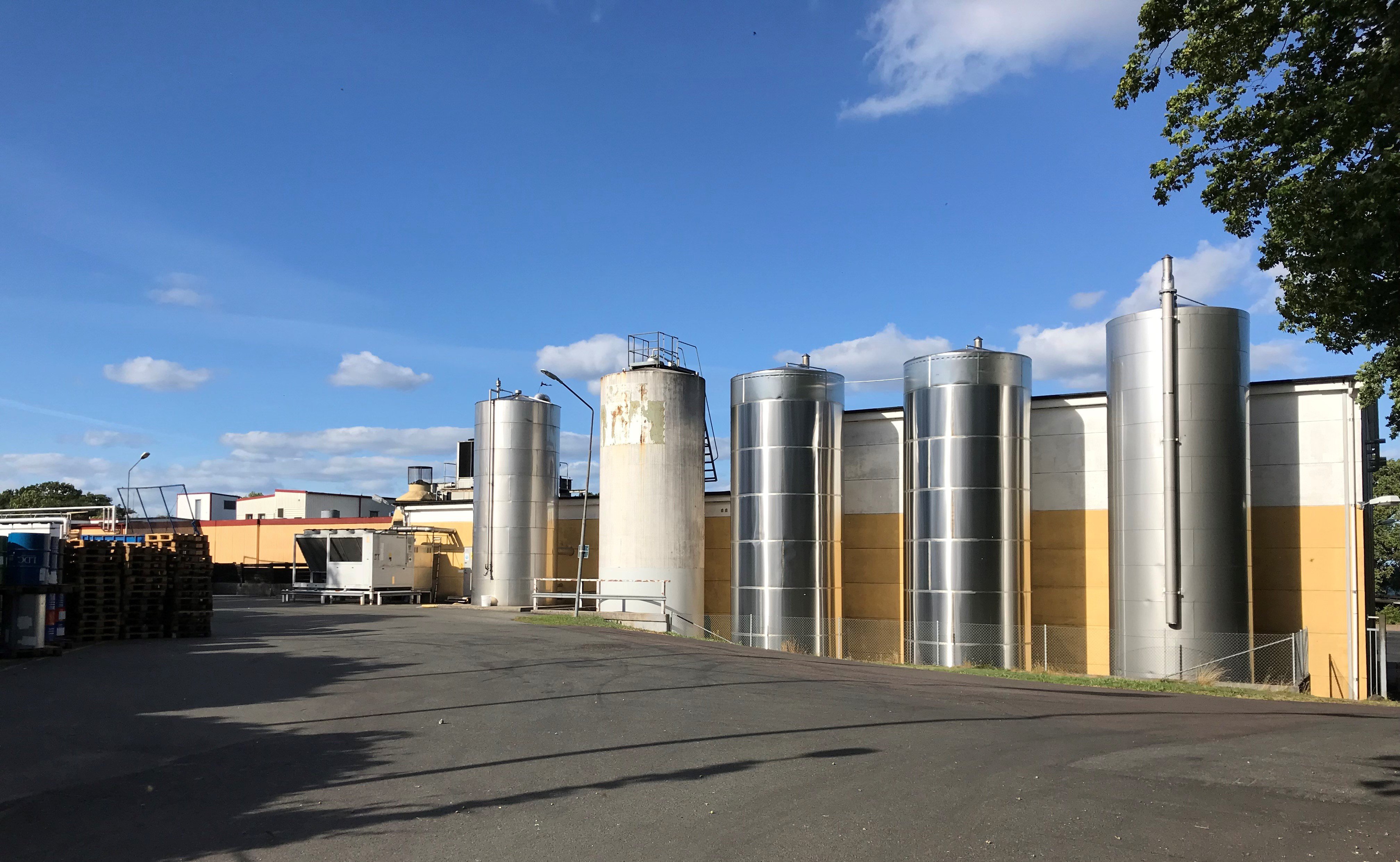
Fabriksområdet
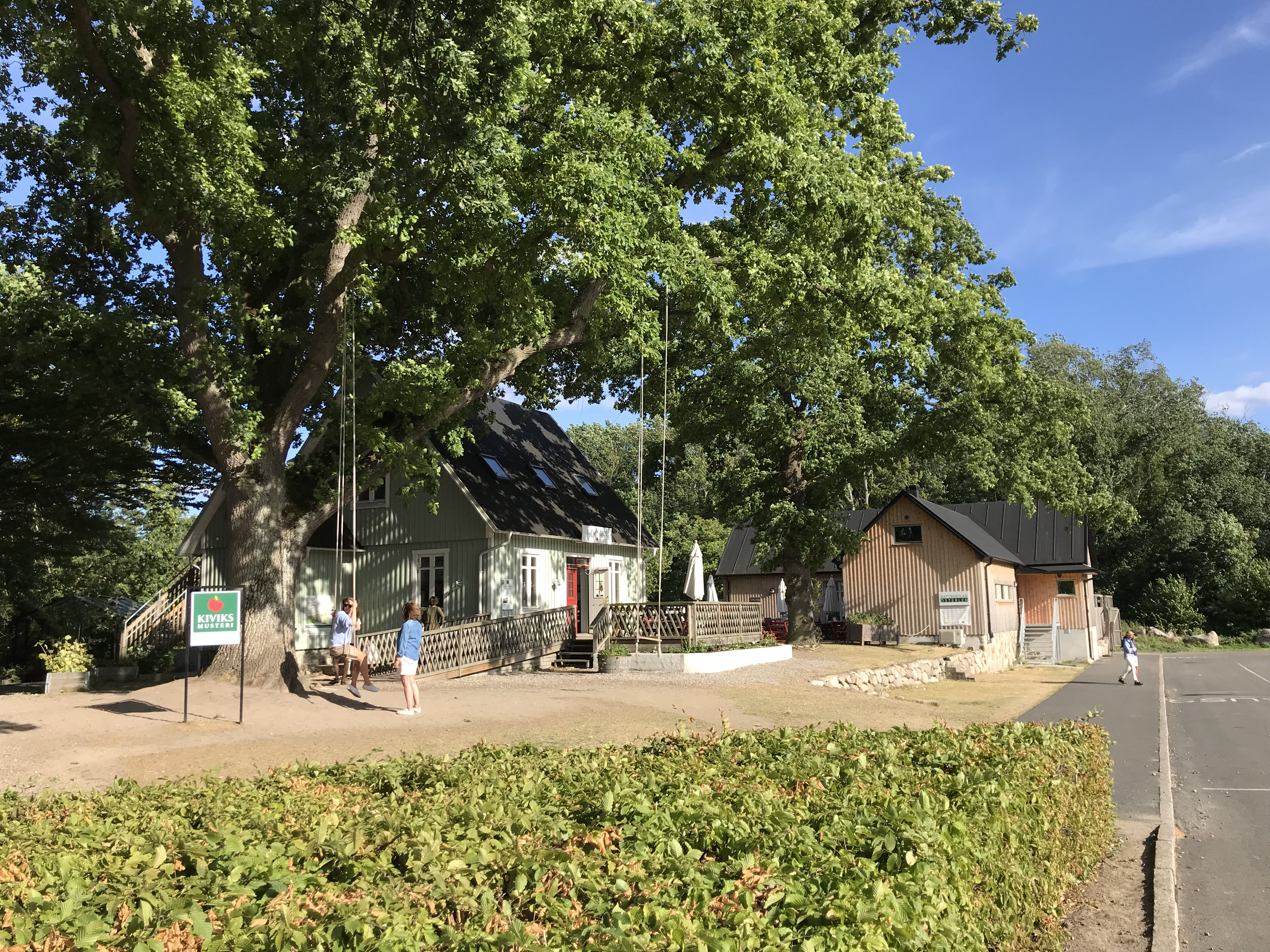
Kafé, restaurang och musteributik
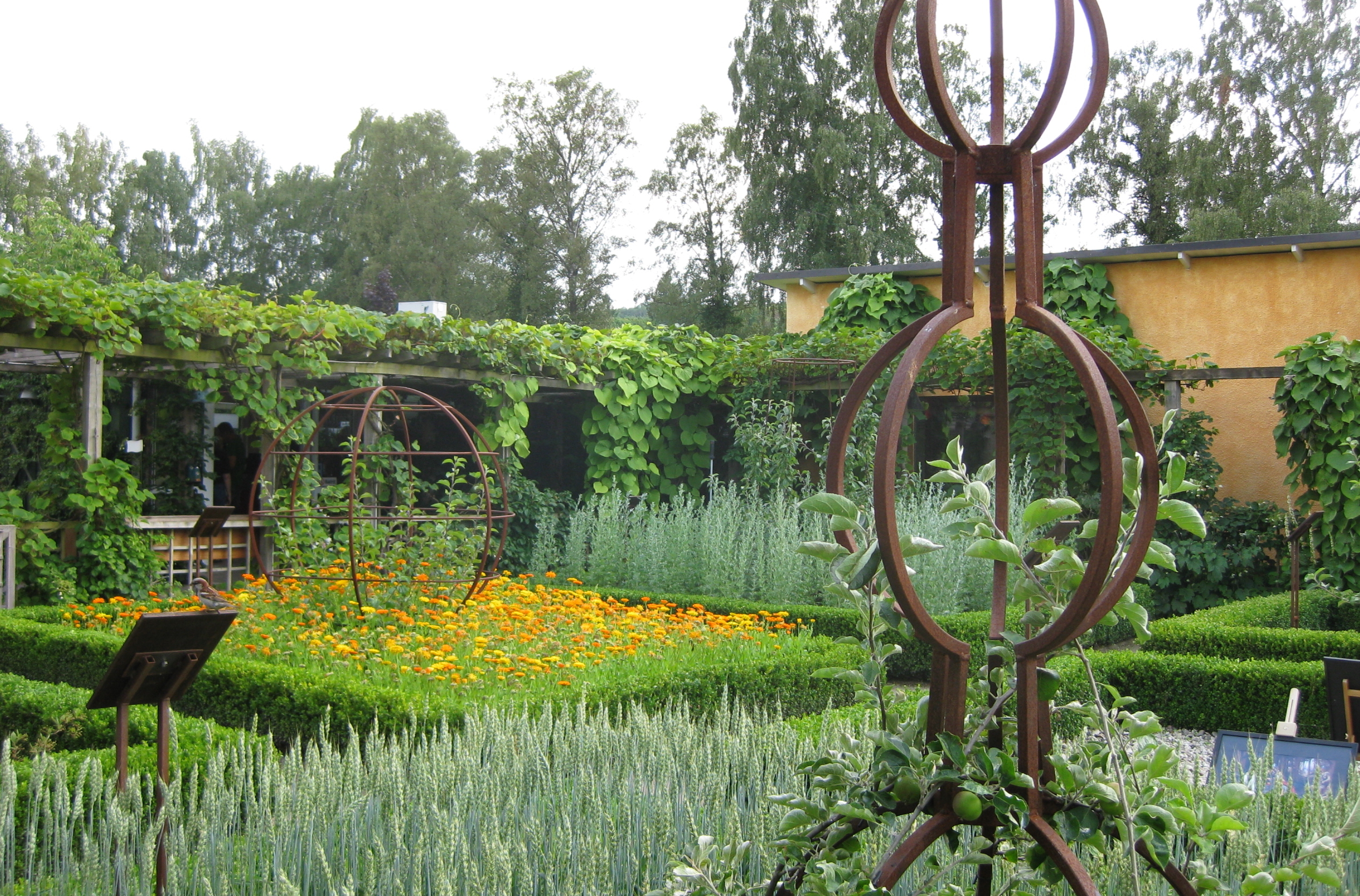
Trädgården vid Kiviks musteri